# تارداجوس
بلدية تارداجوس (بالإسبانية: Tardajos)‏, هي إحدى بلديات مقاطعة برغش, التي تقع في منطقة قشتالة وليون, والتي تقع في شمال غرب إسبانيا.
يبلغ عدد سكانها 615 نسمة وفقاً لإحصائية سنة (2002).